# Copa América (calcio a 5)
Il campionato sudamericano di calcio a 5 (es. Copa América) è il torneo continentale di calcio a 5 organizzato dalla CONMEBOL, la federazione che raggruppa le nazionali del Sud America.

## Storia
Inizialmente con la denominazione di Campeonato Sul-Americano si svolse sotto l'egida dell'allora FIFUSA (oggi rimpiazzata dalla Asociación Mundial de Futsal) con cadenza discontinua, ovvero dalla seconda edizione con cadenza biennale salvo un torneo anche nel 1976, la mancata organizzazione del 1981, e successivamente cadenza triennale a partire dall'edizione 1983.
Alla fine degli anni ottanta, nel momento in cui la FIFA, attraverso le sue federazioni continentali, iniziò a gestire questo sport, il trofeo riservato ai campioni del Sud America venne denominato Taça América de Futsal. 
Questa denominazione nei tornei che assegnano posti per il campionato mondiale viene sostituita da South-American Futsal Championship, comunemente chiamata anche Copa América o Sudamericano de futsal come precisa anche sul suo sito la CONMEBOL.
Il trofeo presenta una schiacciante supremazia del Brasile che nell'arco degli oltre quarant'anni della manifestazione si è aggiudicato tredici volte consecutivamente la coppa, sono solo 11 però le edizioni riconosciute ufficialmente dalla FIFA. Le uniche eccezioni si sono registrate con l'Argentina, in grado di imporsi 3 volte.

## Edizioni
| Anno          | Ospitante              | Finale     | Finale      | Finale        | Finale 3º posto | Finale 3º posto | Finale 3º posto |
| Anno          | Ospitante              | Vincitore  | Risultato   | Secondo posto | Terzo posto     | Risultato       | Quarto posto    |
| ------------- | ---------------------- | ---------- | ----------- | ------------- | --------------- | --------------- | --------------- |
| 1992 Dettagli | Aracaju Brasile        | Brasile    | Girone      | Argentina     | Paraguay        | Girone          | Ecuador         |
| 1995 Dettagli | San Paolo Brasile      | Brasile    | Girone      | Argentina     | Uruguay         | Girone          | Paraguay        |
| 1996 Dettagli | Rio de Janeiro Brasile | Brasile    | 8 – 1       | Uruguay       | Argentina       | 2 – 1           | Paraguay        |
| 1997 Dettagli | São Leopoldo Brasile   | Brasile    | 6 – 0       | Argentina     | Paraguay        | Girone          | Uruguay         |
| 1998 Dettagli | Joinville Brasile      | Brasile    | 9 – 1       | Paraguay      | Uruguay         | Girone          | Argentina       |
| 1999 Dettagli | Joinville Brasile      | Brasile    | 9 – 4       | Paraguay      | Argentina       | Girone          | Uruguay         |
| 2000 Dettagli | Foz do Iguaçu Brasile  | Brasile    | 6 – 0       | Argentina     | Uruguay         | 4 – 2           | Bolivia         |
| 2003 Dettagli | Asunción Paraguay      | Argentina  | 1 – 0       | Brasile       | Paraguay        | 9 – 4           | Uruguay         |
| 2008 Dettagli | Montevideo Uruguay     | Brasile    | 6 – 2       | Uruguay       | Argentina       | 3 – 2           | Paraguay        |
| 2011 Dettagli | Buenos Aires Argentina | Brasile    | 5 – 1       | Argentina     | Paraguay        | 3 – 1           | Colombia        |
| 2015 Dettagli | Portoviejo Ecuador     | Argentina  | 4 – 1       | Paraguay      | Brasile         | 5 – 1           | Colombia        |
| 2017 Dettagli | San Juan Argentina     | Brasile    | 4 – 2 (dts) | Argentina     | Paraguay        | 4 – 3           | Uruguay         |
| 2019 Dettagli | Los Ángeles Cile       | Cancellato | Cancellato  | Cancellato    | Cancellato      | Cancellato      | Cancellato      |
| 2022 Dettagli | Asunción Paraguay      | Argentina  | 1 – 0       | Paraguay      | Brasile         | 3 – 0           | Colombia        |
| 2024 Dettagli | Luque Paraguay         | Brasile    | 2 – 0       | Argentina     | Venezuela       | 4 – 1           | Paraguay        |

## Medagliere
| Posiz. | Nazione   | Oro | Argento | Bronzo | Totale |
| ------ | --------- | --- | ------- | ------ | ------ |
| 1      | Brasile   | 11  | 1       | 2      | 14     |
| 2      | Argentina | 3   | 7       | 3      | 13     |
| 3      | Paraguay  | 0   | 4       | 5      | 9      |
| 4      | Uruguay   | 0   | 2       | 3      | 5      |
| 5      | Venezuela | 0   | 0       | 1      | 1      |